# Olympische Winterspiele 1994/Teilnehmer (Ukraine)
| Gelbes Symbol für Goldmedaillen mit stilisierten Olympischen Ringen | Graues Symbol für Silbermedaillen mit stilisierten Olympischen Ringen | Braundes Symbol für Bronzemedaillen mit stilisierten Olympischen Ringen |
| ------------------------------------------------------------------- | --------------------------------------------------------------------- | ----------------------------------------------------------------------- |
| 1                                                                   | —                                                                     | 1                                                                       |

Die Ukraine nahm an den Olympischen Winterspielen 1994 im norwegischen Lillehammer mit einer Delegation von 37 Athleten in zehn Disziplinen teil, davon 20 Männer und 17 Frauen. Mit einer Gold- und einer Bronzemedaille erreichten sie den 13. Platz im Medaillenspiegel. Oksana Bajul wurde Olympiasiegerin im Eiskunstlauf, während Walentyna Zerbe-Nessina im Biathlon Bronze gewann. Es war die erste Teilnahme der Ukraine als unabhängige Nation bei Winterspielen.
Fahnenträger bei der Eröffnungsfeier war der Eiskunstläufer Wiktor Petrenko, der zwei Bronzemedaillen gewann.

## Medaillen

### Medaillenspiegel
| Rang   | Sportart     | Gold | Silber | Bronze | Gesamt |
| ------ | ------------ | ---- | ------ | ------ | ------ |
| 1      | Eiskunstlauf | 1    | –      | —      | 1      |
| 2      | Biathlon     | –    | —      | 1      | 1      |
| Gesamt | Gesamt       | 1    | 0      | 1      | 2      |

### Medaillengewinner
| Name/n                  | Sportart     | Wettkampf     |
| ----------------------- | ------------ | ------------- |
| Gold                    |              |               |
| Oksana Bajul            | Eiskunstlauf | Einzel Frauen |
| Bronze                  |              |               |
| Walentyna Zerbe-Nessina | Biathlon     | 7,5 km Sprint |

## Teilnehmer nach Sportarten

### Biathlon
| Athleten                                                            | Wettbewerbe        | Zeit        | Fehler      | Rang   |
| ------------------------------------------------------------------- | ------------------ | ----------- | ----------- | ------ |
| Frauen                                                              |                    |             |             |        |
| Nadija Bjelowa                                                      | 15 km Einzel       | 54:44,3 min | 3 (1+0+1+1) | 13     |
| Olena Ohurzowa                                                      | 7,5 km Sprint      | 27:06,8 min | 2 (1+1)     | 14     |
| Olena Ohurzowa                                                      | 15 km Einzel       | 54:40,4 min | 4 (0+1+2+1) | 12     |
| Olena Petrowa                                                       | 15 km Einzel       | DNF         | DNF         | DNF    |
| Maryna Skolota                                                      | 7,5 km Sprint      | 28:11,3 min | 3 (2+1)     | 33     |
| Walentyna Zerbe-Nessina                                             | 7,5 km Sprint      | 26:10,0 min | 0 (0+0)     | Bronze |
| Walentyna Zerbe-Nessina Maryna Skolota Olena Petrowa Olena Ohurzowa | 4 × 7,5 km-Staffel | 1:54:26,5 h | 3 (2+1)     | 5      |
| Männer                                                              |                    |             |             |        |
| Taras Dolnyj                                                        | 10 km Sprint       | 30:16,6 min | 1 (1+0)     | 18     |
| Taras Dolnyj                                                        | 20 km Einzel       | 59:51,1 min | 3 (0+1+0+2) | 12     |
| Walentyn Dschyma                                                    | 10 km Sprint       | 31:31,8 min | 3 (1+2)     | 40     |
| Iwan Maksymow                                                       | 10 km Sprint       | 31:52,7 min | 3 (1+2)     | 47     |
| Witalij Mohylenko                                                   | 20 km Einzel       | 1:01:07,7 h | 3 (1+0+1+1) | 26     |
| Roman Swonkow                                                       | 20 km Einzel       | 1:00:06,8 h | 0 (0+0+0+0) | 14     |
| Witalij Mohylenko Taras Dolnyj Walentyn Dschyma Roman Swonkow       | 4 × 7,5 km-Staffel | 1:35:48,0 h | 4 (1+3)     | 15     |

### Bob
| Athleten                                                         | Wettbewerb | Lauf 1  | Lauf 1 | Lauf 2  | Lauf 2 | Lauf 3  | Lauf 3 | Lauf 4  | Lauf 4 | Gesamt      | Gesamt |
| Athleten                                                         | Wettbewerb | Zeit    | Rang   | Zeit    | Rang   | Zeit    | Rang   | Zeit    | Rang   | Zeit        | Rang   |
| ---------------------------------------------------------------- | ---------- | ------- | ------ | ------- | ------ | ------- | ------ | ------- | ------ | ----------- | ------ |
| Männer                                                           |            |         |        |         |        |         |        |         |        |             |        |
| Oleksij Schukow Oleksandr Bortjuk                                | Zweierbob  | 54,71 s | 34     | 54,64 s | 33     | 54,78 s | 33     | 54,61 s | 30     | 3:38,74 min | 32     |
| Oleksij Schukow Andrij Petuchow Wassyl Lantuch Oleksandr Bortjuk | Viererbob  | 53,61 s | 28     | 53,75 s | 28     | 53,99 s | 27     | 53,97 s | 28     | 3:35,32 min | 27     |

### Eiskunstlauf
| Athleten                                 | Wettbewerbe | Pflichttanz 1 | Pflichttanz 1 | Pflichttanz 2 | Pflichttanz 2 | Originaltanz | Originaltanz | Kurzprogramm | Kurzprogramm | Kür/Kürtanz | Kür/Kürtanz | Gesamt    | Gesamt |
| Athleten                                 | Wettbewerbe | Bewertung     | Rang          | Bewertung     | Rang          | Bewertung    | Rang         | Bewertung    | Rang         | Bewertung   | Rang        | Bewertung | Rang   |
| ---------------------------------------- | ----------- | ------------- | ------------- | ------------- | ------------- | ------------ | ------------ | ------------ | ------------ | ----------- | ----------- | --------- | ------ |
| Frauen                                   |             |               |               |               |               |              |              |              |              |             |             |           |        |
| Oksana Bajul                             | Einzel      | —             | —             | —             | —             | —            | —            | 1,0          | 2            | 1,0         | 1           | 2,0       | Gold   |
| Ljudmyla Iwanowa                         | Einzel      | —             | —             | —             | —             | —            | —            | 9,5          | 19           | 23,0        | 23          | 32,5      | 22     |
| Olena Ljaschenko                         | Einzel      | —             | —             | —             | —             | —            | —            | 8,5          | 17           | 19,0        | 19          | 27,5      | 19     |
| Männer                                   |             |               |               |               |               |              |              |              |              |             |             |           |        |
| Wiktor Petrenko                          | Einzel      | —             | —             | —             | —             | —            | —            | 4,5          | 9            | 4,0         | 4           | 8,5       | 4      |
| Mixed                                    |             |               |               |               |               |              |              |              |              |             |             |           |        |
| Iryna Romanowa Ihor Jaroschenko          | Eistanz     | 1,4           | 7             | 1,4           | 7             | 4,2          | 7            | —            | —            | 7,0         | 7           | 14,0      | 7      |
| Switlana Tschernikowa Oleksandr Sosnenko | Eistanz     | 3,8           | 19            | 3,8           | 19            | 11,4         | 19           | —            | —            | 19,0        | 19          | 38,0      | 19     |
| Olena Belusowska Ihor Maljar             | Paarlauf    | —             | —             | —             | —             | —            | —            | 8,5          | 17           | 16,0        | 16          | 24,5      | 16     |

### Eisschnelllauf
| Athleten         | Wettbewerbe | Zeit        | Rang |
| ---------------- | ----------- | ----------- | ---- |
| Männer           |             |             |      |
| Oleh Kostromitin | 500 m       | 37,50 s     | 23   |
| Oleh Kostromitin | 1000 m      | 1:15,95 min | 33   |
| Jurij Schulha    | 1500 m      | 1:54,28 min | 10   |
| Jurij Schulha    | 5000 m      | 6:59,32 min | 21   |

### Freestyle-Skiing
| Athleten             | Wettbewerbe | Qualifikation | Qualifikation | Finale        | Finale        | Rang |
| Athleten             | Wettbewerbe | Punkte        | Rang          | Punkte        | Rang          | Rang |
| -------------------- | ----------- | ------------- | ------------- | ------------- | ------------- | ---- |
| Frauen               |             |               |               |               |               |      |
| Inna Palijenko       | Aerials     | 146,18        | 11            | 135,28        | 11            | 11   |
| Natalija Scherstnewa | Aerials     | 147,78        | 9             | 154,88        | 5             | 5    |
| Männer               |             |               |               |               |               |      |
| Serhij But           | Aerials     | 171,19        | 16            | ausgeschieden | ausgeschieden | 16   |

### Nordische Kombination
| Athleten          | Wettbewerb                        | Skispringen | Skispringen | Langlauf    | Langlauf | Zeit        | Rang |
| Athleten          | Wettbewerb                        | Punkte      | Rang        | Zeit        | Rang     | Zeit        | Rang |
| ----------------- | --------------------------------- | ----------- | ----------- | ----------- | -------- | ----------- | ---- |
| Männer            |                                   |             |             |             |          |             |      |
| Dmytro Proswirnin | Gundersen-Wettkampf Normalschanze | 208,5       | 13          | 40:48,8 min | 25       | 45:04,8 min | 16   |

### Rennrodeln
| Athlet                       | Wettbewerb   | Lauf 1   | Lauf 1 | Lauf 2   | Lauf 2 | Lauf 3   | Lauf 3 | Lauf 4   | Lauf 4 | Gesamt       | Gesamt |
| Athlet                       | Wettbewerb   | Zeit     | Rang   | Zeit     | Rang   | Zeit     | Rang   | Zeit     | Rang   | Zeit         | Rang   |
| ---------------------------- | ------------ | -------- | ------ | -------- | ------ | -------- | ------ | -------- | ------ | ------------ | ------ |
| Frauen                       |              |          |        |          |        |          |        |          |        |              |        |
| Natalja Jakuschenko          | Einsitzer    | 49,233 s | 9      | 49,304 s | 8      | 49,413 s | 13     | 49,428 s | 10     | 3:17,378 min | 8      |
| Männer                       |              |          |        |          |        |          |        |          |        |              |        |
| Ihor Urbanskyj Andrij Muchin | Doppelsitzer | 48,728 s | 8      | 48,963 s | 11     | —        | —      | —        | —      | 1:37,691 min | 8      |

### Ski Alpin
| Athleten             | Wettbewerbe        | 1. Lauf     | 1. Lauf | 2. Lauf     | 2. Lauf | Gesamt      | Gesamt |
| Athleten             | Wettbewerbe        | Zeit        | Rang    | Zeit        | Rang    | Zeit        | Rang   |
| -------------------- | ------------------ | ----------- | ------- | ----------- | ------- | ----------- | ------ |
| Frauen               |                    |             |         |             |         |             |        |
| Olha Lohinowa        | Abfahrt            | —           | —       | —           | —       | 1:43,07 min | 37     |
| Olha Lohinowa        | Alpine Kombination | 1:33,29 min | 30      | 1:46,14 min | 15      | 3:19,43 min | 18     |
| Olha Lohinowa        | Riesenslalom       | 1:26,78 min | 33      | DNF         | DNF     | DNF         | DNF    |
| Olha Lohinowa        | Slalom             | 1:03,49 min | 29      | DSQ         | DSQ     | DSQ         | DSQ    |
| Olha Lohinowa        | Super-G            | —           | —       | —           | —       | 1:30,00 min | 40     |
| Chrystyna Podruschna | Abfahrt            | —           | —       | —           | —       | 1:46,96 min | 42     |
| Chrystyna Podruschna | Alpine Kombination | 1:35,21 min | 35      | DNF         | DNF     | DNF         | DNF    |

### Skilanglauf
| Athleten                | Wettbewerbe      | Zeit        | Rang |
| ----------------------- | ---------------- | ----------- | ---- |
| Frauen                  |                  |             |      |
| Iryna Taranenko-Terelja | 5 km klassisch   | 15:46,0 min | 29   |
| Iryna Taranenko-Terelja | 10 km Verfolgung | 30:38,2 min | 20   |
| Iryna Taranenko-Terelja | 15 km Freistil   | 45:19,1 min | 27   |
| Iryna Taranenko-Terelja | 30 km klassisch  | 1:31:26,5 h | 20   |

### Skispringen
| Athleten           | Wettbewerb    | 1. Durchgang | 1. Durchgang | 1. Durchgang | 2. Durchgang | 2. Durchgang | 2. Durchgang | Gesamt | Gesamt |
| Athleten           | Wettbewerb    | Weite        | Punkte       | Rang         | Weite        | Punkte       | Rang         | Punkte | Rang   |
| ------------------ | ------------- | ------------ | ------------ | ------------ | ------------ | ------------ | ------------ | ------ | ------ |
| Männer             |               |              |              |              |              |              |              |        |        |
| Wassyl Hrybowytsch | Normalschanze | 64,0 m       | 56,0         | 58           | 59,0 m       | 46,0         | 54           | 102,0  | 56     |
| Wassyl Hrybowytsch | Großschanze   | 81,0 m       | 40,8         | 50           | 81,0 m       | 42,3         | 49           | 83,1   | 52     |